# Anacroneuria iridescens
Anacroneuria iridescens är en bäcksländeart som beskrevs av František Klapálek 1922. Anacroneuria iridescens ingår i släktet Anacroneuria och familjen jättebäcksländor. Inga underarter finns listade i Catalogue of Life.